# Stora Lundby-Östads pastorat
Stora Lundby-Östads pastorat är ett pastorat i Mölndals och Partille kontrakt i Göteborgs stift i Lerums kommun i Västra Götalands län. 
Pastoratet har haft nuvarande namn sedan 1962 och omfattade fram tills 1967 även Bergums församling. Efter 1967 har pastoratet bestått av nedanstående församlingar.:
- Stora Lundby församling
- Östads församling

Pastoratskod är 081809 (var före 2010 081001).